# Ухвати ритам (албум)
„Ухвати ритам“ је осми студијски и девети албум групе Парни ваљак, сниман и миксован у загребачком студију J.M. Sound у пролеће 1984. године. Исте године албум је објавила издавачка кућа Југотон. Аутор већине песама је Хусеин Хасанефендић, са изузетком песме „Поново сам“ коју је написао Растко Милошев. Клавијатуре је, као гост, одсвирао Зоран Краш, а пратеће вокале у насловној песми албума певали су Дејан Цукић, Момчило Бајагић, и новинар Дражен Врдољак.
Хрватска издавачка кућа Croatia Records је 1996. године објавила реиздање овог албума.

## Списак песама
1. „На почетку...“ – 1:00
2. „Само она зна“ – 4:05
3. „Остани с њим“ – 3:40
4. „Директан пут за небо“ – 4:12
5. „Пусти нек' траје“ – 3:53
6. „Ухвати ритам“ – 4:12
7. „Што си нашла у њему“ – 1:57
8. „Поново сам“ – 4:03
9. „Боља времена“ – 4:30
10. „... и на крају“ – 1:47